# Агентство связи Бразилии
Агентство связи Бразилии (порт. Agência Nacional de Telecomunicações, ANATEL) является государственным агентством Министерства связи Бразилии.

## Услуги
- Фиксированная телефония (службы фиксированной телефонной связи — STFC)
- Мобильная связь (Служба мобильной связи — SMP, и специализированные службы мобильной связи — EMS)
- Мультимедийная связь
- Вещание
- Кабельное телевидение
- Радио
- Выделение радиочастот
- Спутниковая связь
- Ограниченный сервис
- Прочие услуги связи